# 三省堂 (湖州)
三省堂，位于中國浙江省湖州市南浔区菱湖镇西栅社区，是民国时期实业家章荣初故居之一，2003年1月20日公布为第六批文保单位。2022年，菱湖镇对三省堂进行保护性改造再利用，建设成“三省堂清风文化馆”。